# Waddenhausen

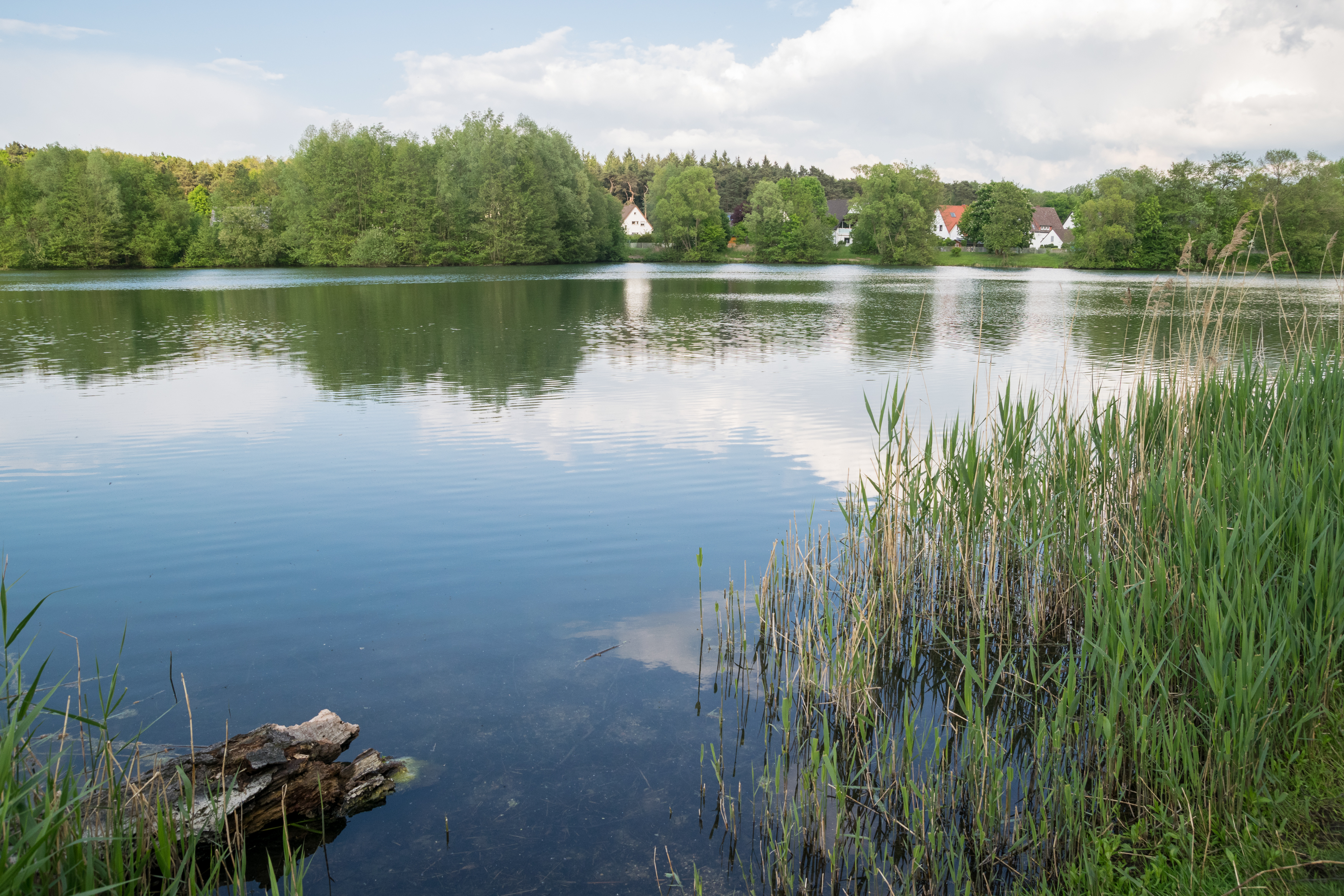
Werresiek bzw. Waddenhauser See

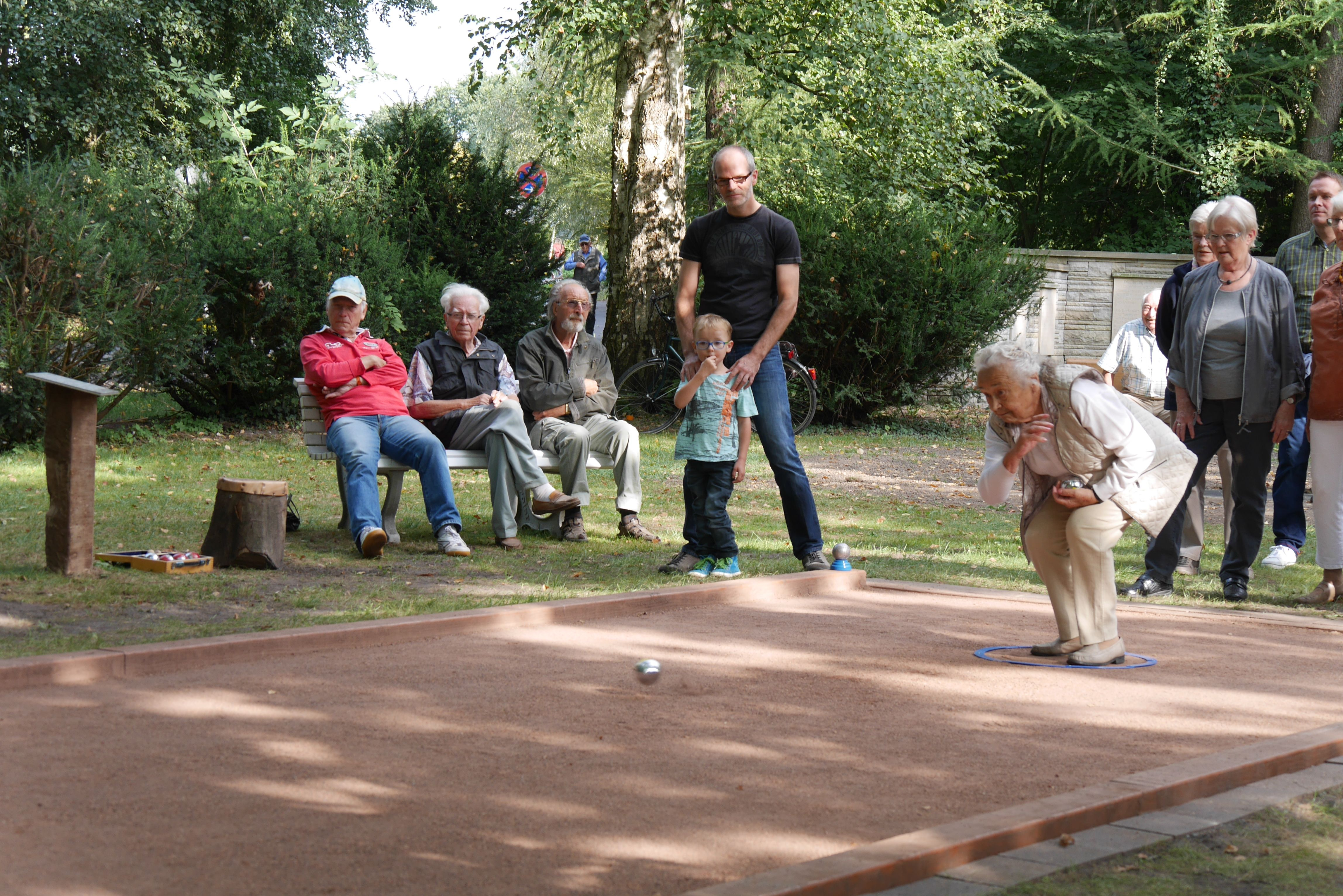
Boulebahn auf dem neuen Dorfplatz

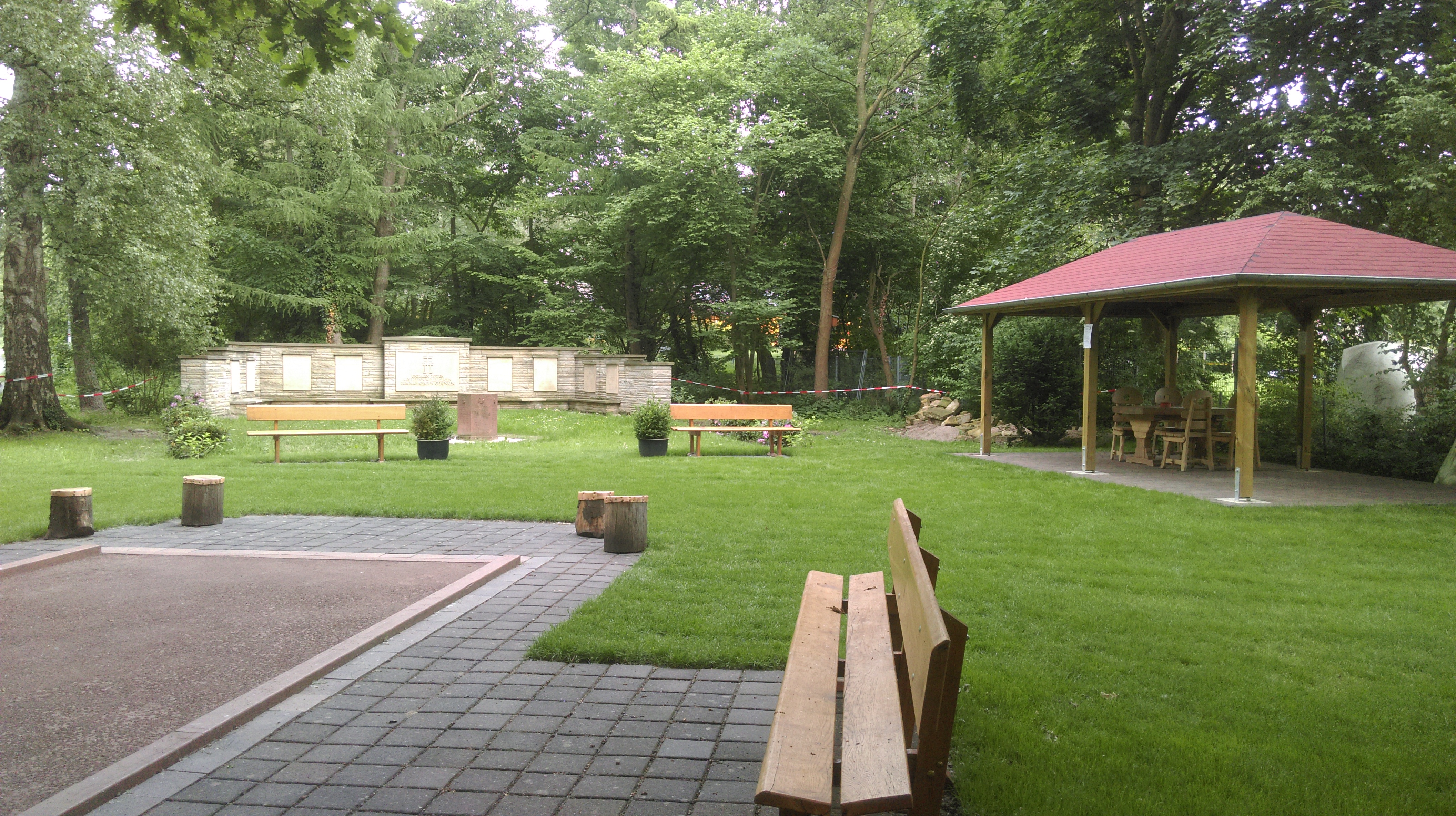
Dorfplatz mit Pavillon, Ehrenmal und Boulebahn. Der Dorfplatz wurde 2016/2017 von den Bürgern in Eigenleistung gebaut.

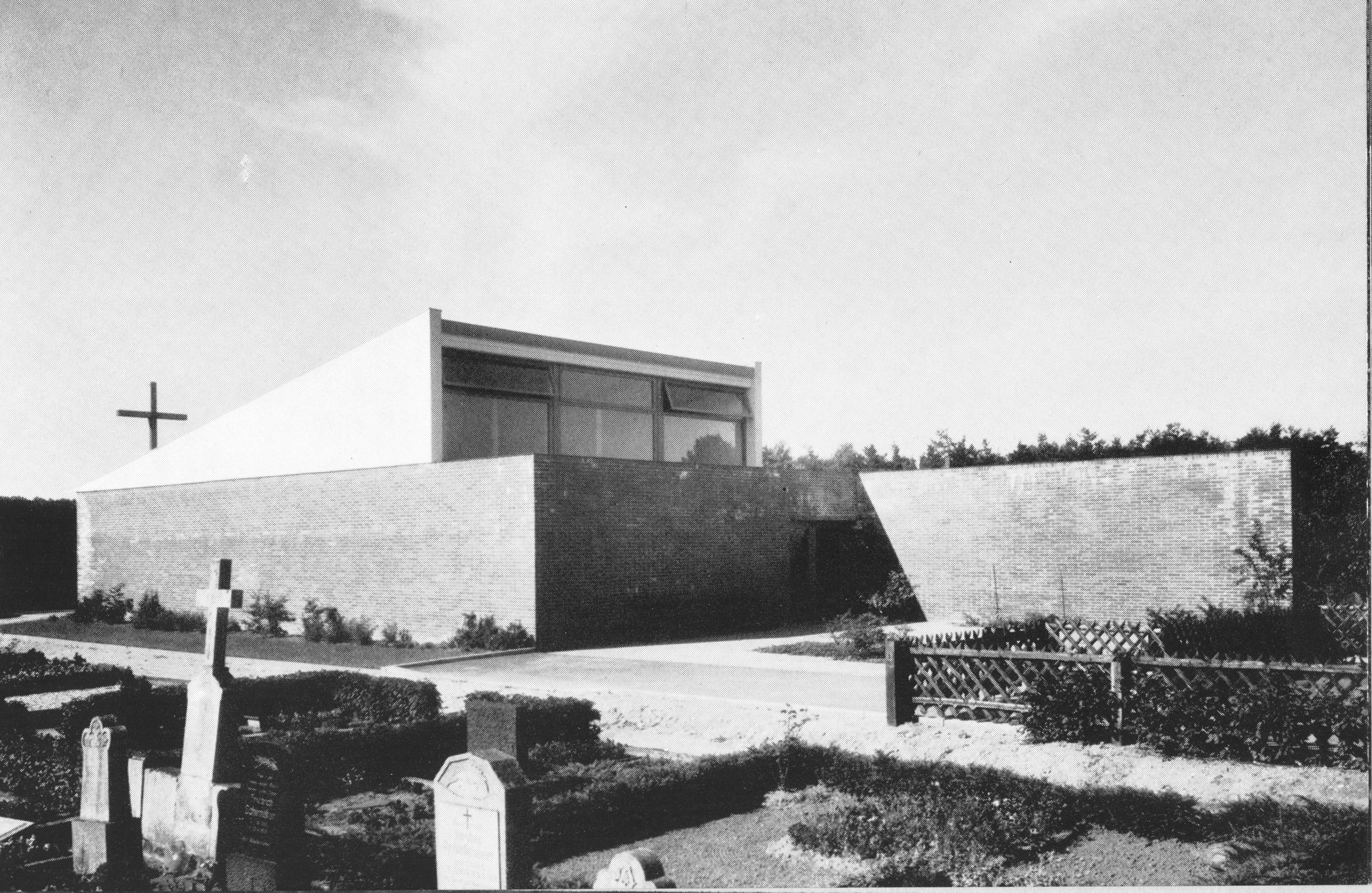
Die Friedhofshalle in Waddenhausen sollte 2017 abgerissen werden. Der Bürgertreff Waddenhausen e. V. und seine Mitglieder haben die Halle dann übernommen und im Mai 2017 mit der Sanierung begonnen.

Waddenhausen ist ein Ortsteil der lippischen Stadt Lage in Nordrhein-Westfalen. Bis zur Eingemeindung nach Lage am 1. Januar 1970 war Waddenhausen eine selbstständige Gemeinde.

## Geschichte
Der Name des Dorfes entstand aus dem altdeutschen Wort Vvadtenhuson, welches im Jahr 1070 das erste Mal auftauchte. Später entwickelte sich dieser Name zu Wadenhusen (1239) und zuletzt Waddenhausen (1550) weiter. Waddenhausen zählt zu den Urgemeinden und geht auf die ersten Ansiedlungen germanischer Stämme zurück.
Es ist ein weitverbreitetes Irrtum, dass der Reinholdi-Markt auf Pottenhauser Grund stattfindet. In Wirklichkeit gehört das Grundstück, auf dem die Kirmes veranstaltet wird, zu Waddenhausen. Der Reinholdi-Markt findet am ersten Oktoberwochenende von Freitag bis Montag statt.
Sollte der Tag der deutschen Einheit der vorige Donnerstag oder der folgende Dienstag sein, so wird auch dieser mit einbezogen. Es ist eine große Kirmes, bei der es jede Menge Fahrgeschäfte gibt, die traditionell jedes Jahr kommen.
Der „Reinholdi-Markt“ wird seit mehr als 90 Jahren dort abgehalten. Es begann mit einem „Luna-Park“, der vom Samstag, dem 13. Oktober 1928, bis Montag, dem 15. Oktober 1928, am Siekkrug von dem Wirt Reinhold Radtke veranstaltet wurde, um die Auslastung seiner Wirtschaft zu erhöhen.
Der Festplatz für den Reinholdi-Markt ist gegenüber dem Landgasthaus Siekkrug, welches seit 1601 besteht, zu finden. Der Siekkrug hingegen gehört zu Pottenhausen.

## Religion
Die evangelisch-reformierten Gläubigen in Waddenhausen gehören zur Kirchengemeinde in Sylbach.

## Bildung
In Waddenhausen gibt es eine Grundschule und einen Kindergarten mit U-3-Betreuung.

## Verkehr
Direkt an der Stadtgrenze zu Bad Salzuflen liegt der Haltepunkt Sylbach der Bahnstrecke Herford–Altenbeken (KBS 405). Er wird im Stundentakt von der RB 72 „Ostwestfalen-Bahn“ Herford–Lage–Detmold–Altenbeken–Paderborn bedient. Wegen seiner Lage im Gebiet der Nachbarstadt ist er nur dem Tarifgebiet Bad Salzuflen zugeordnet; Tickets zum Stadttarif Lage haben also keine Gültigkeit für diese Bahnverbindung (umgekehrt ergibt sich daraus ein preiswerter Tarif für Fahrten nach Bad Salzuflen).
Waddenhausen ist stündlich durch eine Buslinie mit dem Stadtzentrum Lages und dem Bahnhof Oerlinghausen verbunden (zum Stadttarif).

## Öffentliche Einrichtungen
Hinter der örtlichen Grundschule befindet sich das kleinste Freibad des Kreises Lippe, die sogenannte „Pfütze“. Im Jahr 2024 wurde das Freibad geschlossen.

## Vereine
In Waddenhausen gibt es mehrere Vereine, so den RSV Waddenhausen mit einem eigenen Lauf- und Radlertreff, den Bürgertreff Waddenhausen e. V. (Dorfgemeinschaft, Boulebahn, Dorfplatz und Friedhofshalle) und die Kinder- und Jugendinitiative Waddenhausen e. V., die unter anderem das Freibad mit dem Spitznamen „Pfütze“ betreut. Der Bürgertreff Waddenhausen e. V. gewann im Jahr 2020 den mit 5000 Euro dotierten Heimatpreis des Kreises Lippe.

## Persönlichkeiten
- Reinhard Wilmbusse (* 1. Oktober 1932 in Waddenhausen; † 21. Februar 2014 in Lemgo) war ein deutscher Politiker und nordrhein-westfälischer Landtagsabgeordneter (SPD). Wilmbusse war von 1971 bis 1999 unter anderem Bürgermeister der Stadt Lemgo.
- Ellen Stock (* 5. Juli 1966 in Lage) ist eine deutsche Politikerin und nordrhein-westfälische Landtagsabgeordnete. Sie ist wohnhaft in Waddenhausen.[13]

## Teilnahmen an „Unser Dorf hat Zukunft“
Waddenhausen nahm bereits zweimal am lippeweiten Wettbewerb Unser Dorf hat Zukunft teil. Im Jahr 2014 wurde Platz 25 von insgesamt 28 Platzierungen erreicht. Drei Jahre später erzielte Waddenhausen Platz 11 von 18. Der Fahrdienst „Sylbach kauft ein“, der auch auf Waddenhauser Gebiet stattfindet, erhielt einen Sonderpreis für „Innovative Mobilitätsideen für den ländlichen Raum“. Im Dorfwettbewerb 2022 erzielte die Waddenhauser Dorfgemeinschaft Platz 10 von 16. Die Kirchengemeinde Sylbach erhielt erneut einen Sonderpreis, dieses Mal in der Kategorie „Initiative für neue Technologien“ aufgrund der Einführung von Video-Karten, auf denen die Gottesdienste abgespielt werden können. Die Waddenhauser Dorfgemeinschaft erhielt außerdem eine Prämie für den „Neustart nach Corona“.